# Мерц, Уильям (адмирал)
Уильям Мерц (англ. William R. Merz) — вице-адмирал, американский военный деятель, командующий Седьмым флотом военно-морских сил США.

## Биография
Родился в городе Сан-Диего, штат Калифорния. Окончил Военно-морскую академию США в 1986 году. Также окончил Католический университет Америки и Военно-морской колледж США, прошел программу Массачусетского технологического института. В сентябре 2019 года вступил в должность командующего Седьмым флотом ВМС США.

## Награды и ордена
|                                       |                                       | | | | |
|                                       |                                       | Бронзовый пучок дубовых листьев                                                                                       | Бронзовый пучок дубовых листьев                                                                                       | Золотая звезда повторного награждения · Золотая звезда повторного награждения · Золотая звезда повторного награждения · Золотая звезда повторного награждения | Золотая звезда повторного награждения · Золотая звезда повторного награждения · Золотая звезда повторного награждения · Золотая звезда повторного награждения |
| Золотая звезда повторного награждения | Золотая звезда повторного награждения | Золотая звезда повторного награждения · Золотая звезда повторного награждения · Золотая звезда повторного награждения | Золотая звезда повторного награждения · Золотая звезда повторного награждения · Золотая звезда повторного награждения | Золотая звезда повторного награждения | Золотая звезда повторного награждения |
|                                       |                                       | | | Бронзовая звезда за службу · Бронзовая звезда за службу | |
|                                       |                                       | Бронзовая звезда за службу                                                                                            | Бронзовая звезда за службу                                                                                            | Бронзовая звезда за службу | Бронзовая звезда за службу |
| Бронзовая звезда за службу            |                                       | | | | |
|                                       |                                       | | | Серебряная звезда за службу · Бронзовая звезда за службу · Бронзовая звезда за службу · Бронзовая звезда за службу                                            | |
|                                       |                                       | Бронзовая звезда за службу                                                                                            | | | |
|                                       |                                       | | | | |
|                                       |                                       | | | | |